# Loukkojärvi (sjö i Kajanaland)
Loukkojärvi är en sjö i Finland. Den ligger i kommunen Suomussalmi i landskapet Kajanaland, i den centrala delen av landet, 500 km norr om huvudstaden Helsingfors. Loukkojärvi ligger 202,4 meter över havet. Den ligger vid sjön Jumalisjärvi. Den är 6,6 meter djup. Arean är 38,9 hektar och strandlinjen är 3,91 kilometer lång. Sjön  ingår i Uleälvens huvudavrinningsområde. 
I övrigt finns följande vid Loukkojärvi:
- Jumalisjärvi (en sjö)